# György Garay
György Garay (* 2. Dezember 1909 in Budapest; † 15. Mai 1988 in Leipzig) war ein ungarischer Geiger.

## Leben
Schon mit acht Jahren legte er eine Aufnahmeprüfung an der Musikhochschule ab, mit 17 bestand er das Abitur und das Geigenexamen. Da hatte er drei Jahre zuvor auf einer Tournee bereits das oft gespielte Bruch-Violinkonzert in der Öffentlichkeit vorgeführt. Garay studierte Violine bei Oszkár Studer, József Bloch und Jenő Hubay, Kammermusik und Komposition bei Leó Weiner an der Budapester Musikakademie.
Im Jahr 1926 gab er sein erstes öffentliches Konzert in Wien und 1927 in Budapest. Von 1927 bis 1930 war er Mitglied im Ungarischen Trio und danach drei Jahre 1. Geiger des Garay-Quartetts. Von 1940 bis 1945 trat er mit dem Ensemble Fővárosi Zenekar aus Budapest auf. Nach dem Zweiten Weltkrieg 1945 erhielt er ein Engagement an der Ungarischen Staatsoper. Ab 1951 war er Konzertmeister der Staatlichen Philharmonie Budapest. Von 1949 bis 1961 war er auch Professor an der Franz-Liszt-Musikakademie in Budapest.
1960 wurde er Erster Konzertmeister des Rundfunk-Sinfonieorchesters Leipzig unter Herbert Kegel. Außerdem unterrichtete er an der Hochschule für Musik „Felix Mendelssohn Bartholdy“ Leipzig. Mit seiner Ernennung zum Ehrenmitglied wurde György Garay am 27. August 1987 nach 27 Jahren als Erster Konzertmeister des Rundfunk-Sinfonieorchesters Leipzig verabschiedet.
Garay war an zahlreichen Rundfunkaufnahmen beteiligt und brachte unter anderem Werke von György Ránki, Rezső Sugár, Ferenc Szabó, Sándor Jemnitz, Sándor Veress, Béla Tardos und Karl Ottomar Treibmann zur Uraufführung. Er spielte auf einer Stradivari.
Ein großes Leinwandpublikum konnte ihn erleben, als er in einer Schlüsselszene des beliebten DDR-Films Die Legende von Paul und Paula Teile aus Beethovens Violinkonzert zusammen mit dem Defa-Symphonieorchester aufführt. Paula ist so begeistert, dass sie zwischen den Sätzen aufspringt und wie wild anfängt zu klatschen.
In seinem langen Berufsleben wurde György Garay oft geehrt, unter anderem mit dem Franz-Liszt-Preis, als Verdienter Künstler der Ungarischen Volksrepublik, mit dem Vaterländischen Verdienstorden in Gold, mit der Verdienstmedaille der DDR, der Gerhart-Eisler-Plakette in Gold und 1985 mit dem Orden Stern der Völkerfreundschaft in Gold.

## Filmografie
- 1942: Tavaszi szonáta
- 1973: Die Legende von Paul und Paula
- 1976: Die Leiden des jungen Werthers